# Banque de développement des États de l'Afrique centrale
La Banque de développement des États de l'Afrique centrale (BDEAC) est une institution financière internationale chargée de financer le développement des pays membres de la Communauté économique et monétaire de l'Afrique centrale (CEMAC). Entre 2003 et 2012, le montant total des prêts consentis par la BDEAC s’élève à 316 milliards de francs CFA.

## Histoire
La BDEAC est créée par un accord signé le 3 décembre 1975 à Bangui par les chefs d'État du Cameroun, de la République centrafricaine, du Congo et du Gabon.
À partir 2006, la BDEAC participe au financement du développement du port de Pointe-Noire.
En mars 2012, la BDEAC débloque un budget de 130 milliards francs CFA dont une partie est dédiée à la construction de deux cimenteries (au Congo et au Cameroun), et la construction d’un hôpital (Guinée Équatoriale).
En juillet 2014, la BDEAC augmente son capital social de 250 milliards de francs CFA pour le porter à 1 200 milliards de francs CFA,.
En 2016, la Banque des États de l’Afrique centrale (BEAC) insuffle 400 milliards francs CFA dans les caisses de la BDEAC.
En avril 2017, la BDEAC annonce son plan stratégique 2017-2021 qui établit une priorité sur le développement des projets liés à l'agriculture pour réduire les coûteuses importations agroalimentaires dans la zone CEMAC. En juillet 2017, le Royaume du Maroc entre à hauteur de 4 millions de dollars pour acquérir 3 % du capital de la BDEAC et rejoint son conseil d'administration,.
Le 25 janvier 2020, la BDEAC signe un accord de partenariat avec le Fonds de solidarité africain (FSA). Cet accord vise à augmenter le financement des investissements publics et privés dans les États membres. Pour le FSA, il s'agit d’accroître de façon substantielle les interventions du FSA dans la zone de l’Afrique centrale.

## Organisation
La banque de développement des États de l'Afrique centrale regroupe six États africains (Cameroun, République centrafricaine, Tchad, Congo Brazzaville, Guinée équatoriale, Gabon) et trois membres extrarégionaux (Koweït, France, Allemagne).
L'assemblée générale est l'organe suprême de la Banque. La BDEAC est dirigée par un président, élu par l'assemblée générale pour un mandat de cinq ans non renouvelables. Il est assisté d'un vice-président élu dans les mêmes conditions. Depuis 2022, le président est le Camerounais Dieudonné Evou Mekou  .